# ボクは恋人
『ボクは恋人』（ボクはこいびと）は、1974年4月5日から同年9月27日までフジテレビ系列局で放送されていたテレビドラマである。フジテレビと東宝の共同製作。放送時間は毎週金曜 19:00 - 19:30 （日本標準時）。

## 概要
水泳指導員のアルバイトをする大学生と、彼の「小さな恋人」を中心に展開する青春ドラマ。前番組『ボクは女学生』と同じく児玉進が監督した作品で、引き続きフォーリーブスの北公次を主役に起用した。
主人公の姪で、病弱だが明るく愛らしい少女を杉田かおるが好演。また、主人公を取り巻く女性達には当時の人気女優やタレントが採用され、華やかなコメディに仕上がっている。

## 出演者
- 春野公次:北公次（フォーリーブス）
- 杉田かおる
- 春野洋子:奈美悦子
- 海老名美どり
- 坂口良子
- 梅田智子
- 郷ひろみ
- 太村良平:吉田次昭
- 岡崎友紀
- 木村由貴子
- 大竹しのぶ
- ほか

## スタッフ
- 脚本：才賀明
- 監督：児玉進

## 主題歌
- 君のために（フォーリーブス、Vo.青山孝）

## 放送局
特記の無い場合の放送時間は全て金曜 19:00 - 19:30、同時ネット
- フジテレビ（制作局）
- 北海道文化放送[1]
- 青森放送：日曜 10:30 - 11:00[2]
- 秋田テレビ[3]
- 山形テレビ[4]
- 仙台放送[4]
- テレビ静岡[5]
- 福井テレビ：月曜 - 金曜 11:00 - 11:30
（1974年9月3日から、帯枠で集中放送[6]）
- 東海テレビ[7]
- 関西テレビ[8]
- 山陰中央テレビ[9]
- 広島テレビ[10]
- テレビ西日本[11]
- テレビ長崎[11]
- テレビ熊本[11]
- 大分放送[12]
- テレビ宮崎：水曜 18:00 - 18:30[13]
- 鹿児島テレビ：火曜 18:00 - 18:30[13]